# Zamenis lineata
Zamenis lineata — вид неотруйних змій з родини полозових (Colubridae). Інша назва — полоз ескулапів італійський.

## Поширення
Вид є ендеміком Італії, де поширений на півдні країни та на острові Сицилія. Північною межею його ареалу є провінція Казерта на заході і провінція Фоджа на сході. Він відсутній на півострові Саленто.
Природними місцями проживання Z. lineatus є помірні ліси, чагарникова рослинність середземноморського типу, рілля, пасовища, сільські сади і міські райони.